# 戈爾德克山
46°45′34″N 13°27′31″E / 46.75944°N 13.45861°E

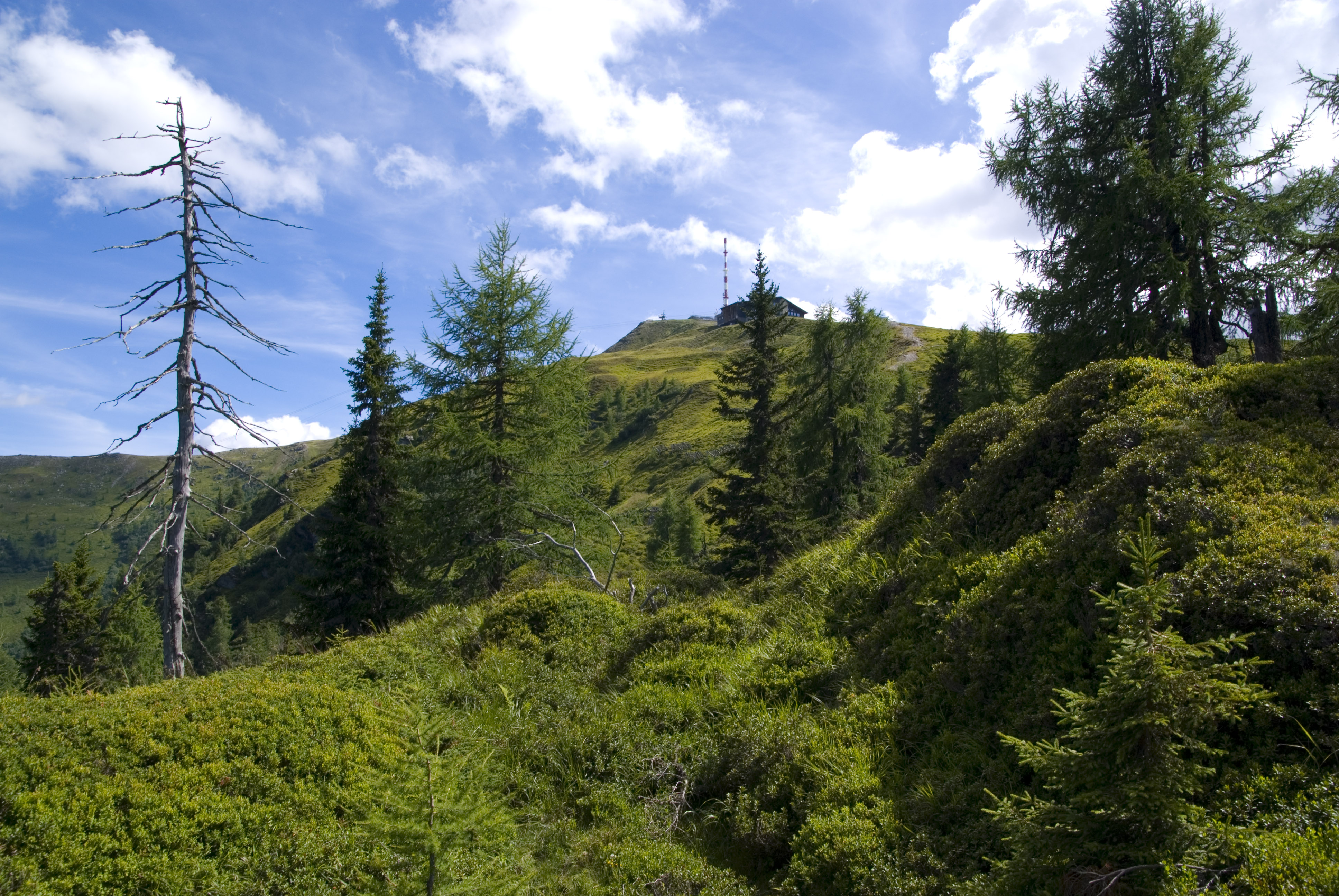

戈爾德克山（德語：Goldeck），是奧地利的山峰，位於該國南部，由克恩頓州負責管轄，屬於蓋爾塔爾阿爾卑斯山脈的一部分，海拔高度2,142米，每年平均降雨量2,511毫米。